# Соганди
Соганди́ (каз. Соғанды) — село у складі Кордайського району Жамбильської області Казахстану. Входить до складу Беткайнарського сільського округу.
У радянські часи село називалось Суганди.
Населення — 336 осіб (2021; 388 у 2009, 288 у 1999, 451 у 1989).